# TT233
TT233 (Theban Tomb 233) è la sigla che identifica una delle Tombe dei Nobili ubicate nell'area della cosiddetta Necropoli Tebana, sulla sponda occidentale del Nilo dinanzi alla città di Luxor, in Egitto. Destinata a sepolture di nobili e funzionari connessi alle case regnanti, specie del Nuovo Regno, l'area venne sfruttata, come necropoli, fin dall'Antico Regno e, successivamente, sino al periodo Saitico (con la XXVI dinastia) e Tolemaico.

## Titolare
TT233 era la tomba di:
| Titolare                | Titolo                                                              | Necropoli       | Dinastia/Periodo  | Note                                                                       |
| ----------------------- | ------------------------------------------------------------------- | --------------- | ----------------- | -------------------------------------------------------------------------- |
| Saroy (e Amenhotep-Huy) | Scriba reale della tavola delle offerte del Signore delle Due Terre | Dra Abu el-Naga | Periodo Ramesside | versante nord della collina; più in alto e a circa 40 m a nord della TT148 |

## Biografia
Nessuna notizia biografica è ricavabile secondo il testo di Porter e Moss nell'aggiornamento del 1970.
Recenti scavi, tuttavia, hanno consentito di appurare che la tomba venne predisposta per Saroy e per il suo assistente Amenhotep-Huy che, in una scena parietale, viene indicato come "suo figlio" e che vanta lo stesso titolo del titolare principale
A Saroy, tuttavia, sono ascrivibili ulteriori e importanti titoli:
- Scriba reale dei pasti del re;
- Custode dei documenti reali in presenza del re;
- Scriba reale nella Casa dei Rituali del Signore delle Due Terre;
- Scriba reale del smA.y (archivio?) del Signore delle Due Terre[N 9][9];
- Maggiordomo del pane;
- Maestro delle cerimonie;
- Contabile del bestiame nel dominio di Amon;
- Supervisore dei cacciatori di Amon;
- Consigliere, amato dal suo Signore.

## La tomba
TT233 era ridotta alla sola sala trasversale, si riteneva, perciò, che seguisse lo sviluppo planimetrico a "T" rovesciata tipica delle sepolture del periodo. Dal 1988 è stato attivato il Macquarie Theban Tombs project, con l'intento di procedere all'attività di studio, rilevazione epigrafica, svuotamento, catalogazione, conservazione e restauro di alcune Tombe dei Nobili, tra cui la TT147, la TT148. 

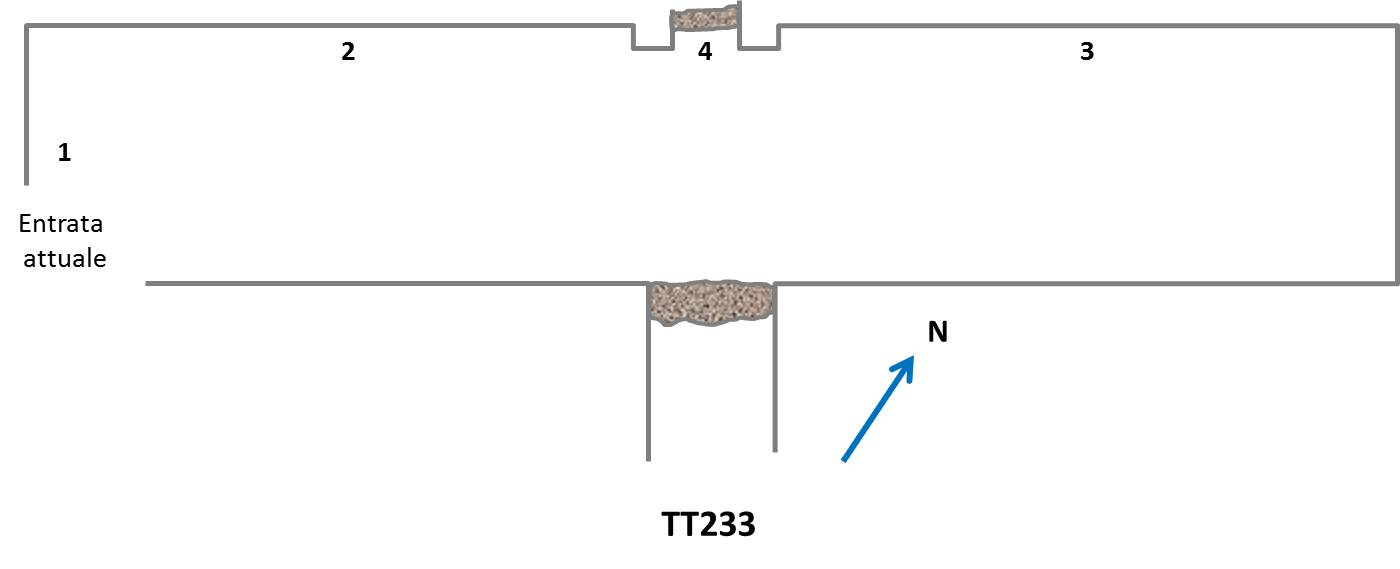
planimetria di TT233 come riportata in Porter e Moss

Si è così potuto appurare che TT233 ha uno sviluppo ben più complesso di quanto previsto e segnalato da Porter e Moss: da un cortile (A in planimetria) si accede infatti alla sala trasversale (B), in cui sono presenti alcune scene parietali: su tre registri sovrapposti (1 in planimetria secondo la numerazione di Porter e Moss) scene della processione funebre con il defunto e parenti; dolenti dinanzi alla mummia nei pressi della piramide tombale e il defunto e la moglie ricevuti da Hathor e dalla dea dell'occidente (Mertseger); uomini con buoi che trainano il sarcofago e resti di partecipanti alla processione. Poco oltre (2) su tre registri, brani dal Libro delle Porte con Horus in colloquio con Osiride. Un lungo testo (3) circonda preti che offrono incenso e cibo; sull'entrata a una sala più interna (C), resti di scena non leggibile. È noto, poiché citate da Ernesto Schiaparelli, che nella tomba si trovassero scene del Cerimoniale di apertura della bocca, nonché di adorazione di statue di divinità.
Nell'angolo sud-est della sala trasversale (B), là ove si trovava l'accesso alla TT233, è stata in realtà rinvenuta una seconda tomba, nota come "Kampp 183" che, da frammenti testuali rinvenuti all'ingresso, si suppone fosse la sepoltura di Amenhotep-Huy; questa presenta la struttura tipica a "T" rovesciata delle sepolture della XVIII dinastia tanto da far ritenere che si sia trattato di un riuso. Di riuso, risalenti al Terzo Periodo Intermedio, sono inoltre due pozzi funerari (5-6 in planimetria) rispettivamente nell'angolo nord-est del cortile (A) e nell'angolo sud-ovest della sala trasversale (B). Un'anticamera (D), nell'angolo nord-ovest della sala trasversale immette, attraverso una scala, nell'appartamento funerario sotterraneo, che termina (E) con la camera funeraria in cui vennero rinvenuti frammenti di un sarcofago in arenaria intestato a Saroy; altri frammenti del sarcofago vennero rinvenuti tra i detriti che ostruivano i locali, nonché in altre aree della tomba, ivi compreso il cortile esterno. Benché pochi siano stati i reperti rinvenuti, la fattura stessa del sarcofago nonché una base di statuetta in steatite blu con iscrizioni geroglifiche, hanno consentito di ipotizzare un corredo funerario particolarmente ricco data l'importanza del personaggio. Altri frammenti di statuette e suppellettili sono state rinvenute in altre aree della TT233, nonché nel cortile, ivi compreso un portatore di stele con inno al sole, amuleti in amazzonite e, in cera, la raffigurazione dei Figli di Horo. Le tracce di un fuoco nel cortile, risalente alla fine del Nuovo Regno, indicano molto verosimilmente il luogo in cui vennero fusi oggetti o foglie d'oro da parte dei primi razziatori della tomba; tra i detriti, infatti, sono state rinvenute tracce di oro, nonché pezzi in legno di ebano pertinenti a nacchere con rappresentazioni della dea Hathor, ushabti in faience intestati a Saroy, frammenti di uno scarabeo in cristallo di rocca e tracce di decorazione di un coperchio di sarcofago con la rappresentazione del dio Thot.
Anche sotto il profilo testuale TT233 si è rivelata essere la sepoltura di un alto funzionario di Corte: sono infatti attestate selezioni estese di brani dal Libro dei Morti, nonché testi inusuali per una tomba privata. La tomba, infine, venne impiegata come ricovero per una comunità copta tra il VII e il IX secolo, come peraltro attestato dai numerosi ostraka e frammenti di papiro rinvenuti all'interno e nel cortile antistante l'accesso.

### Annotazioni
1. ↑  La numerazione dei locali e delle pareti segue quella di Porter e Moss 1927, p. 326.
2. ↑  La prima numerazione delle tombe, dalla numero 1 alla 253, risale al 1913 con l'edizione del "Topographical Catalogue of the Private Tombs of Thebes" di Alan Gardiner e Arthur Weigall. Le tombe erano numerate in ordine di scoperta e non geografico; ugualmente in ordine cronologico di scoperta sono le tombe dalla 253 in poi.
3. ↑  I campi della Duat, ovvero l'aldilà egizio, si trovavano, secondo le credenze, proprio sulla riva occidentale del grande fiume.
4. ↑  Nella sua epoca di utilizzo, l'area era nota come "Quella di fronte al suo Signore" (con riferimento alla riva orientale, dove si trovavano le strutture dei Palazzi di residenza dei re e i templi dei principali dei) o, più semplicemente, "Occidente di Tebe".
5. ↑  le Tombe dei Nobili, benché raggruppate in un'unica area, sono di fatto distribuite su più necropoli distinte.
6. ↑  Le note, sovente di inquadramento topografico della tomba, sono tratte dal "Topographical Catalogue" di Gardiner e Weigall, ed. 1913 e fanno perciò riferimento alla situazione dell'epoca.
7. ↑  Scriba reale della tavola delle offerte del Signore delle Due Terre.
8. ↑  Esiste tuttavia difficoltà di interpretazione dei rapporti di parentela giacché una stessa parola viene usata per indicare, invece, differenti legami. A titolo di esempio la parola "senet", traducibile con "sorella", viene spesso utilizzata per indicare la moglie, mentre la parola per "fratello" talvolta indica un cugino.
9. ↑  il termine traslitterato in smA.y è stato ipotizzato essere un archivio particolare ed ha consentito la connessione tra il Saroy della TT233 e due statue, intestate allo stesso nome, rinvenute in un nascondiglio di Karnak e oggi al Museo Egizio del Cairo (cat. CG42168 e CG42167) e recanti su una spalla il cartiglio di Ramses II. Il personaggio rappresentato, Saroy, porta al collo, inoltre, un collare decorativo che lo indica come destinatario, da parte del re, dell'Oro al Valore, la massima onorificenza concessa per azioni militari. Ciò indicherebbe, inoltre, che Saroy era alle dirette dipendenze del re, il che, unitamente ai titoli, ne fa uno dei funzionari più importanti di palazzo.
10. ↑  I lavori sono stati agevolati dalla demolizione, eseguita nel 2006, del villaggio di Gurna che da centinaia d'anni ricopriva l'area delle Tombe dei Nobili con il trasferimento degli abitanti in Gurna Gedida, ovvero "Nuova Gurna". Questo ha consentito, inoltre, il rinvenimento di ulteriori tombe fino ad allora sconosciute perché coperte, oppure occupate, dalle case del villaggio.
11. ↑  Friederike Kampp-Seyfried (Mosbach 1960), archeologo tedesco, da agosto 2009 Direttore del Museo Egizio di Berlino (Ägyptisches Museum und Papyrussammlung), che ha catalogato evidenze archeologiche della Necropoli Tebana secondo una numerazione costituita, e riconosciuta, dalla sigla "Kampp" seguita da un numero progressivo.
12. ↑  Tra gli altri oggetti: frammenti di ushabti in faience con la dedica di tale Ky-Nefer "Scriba reale della tavola delle offerte", altri in steatite rossa, nonché ushabti "supervisori" e "operai" risalenti alla XXI dinastia con la dedica di Amon-Kha "Prete di Amon"
13. ↑  Capitoli 1, 17, 18, 68, 69, 71, 125, 130 e 175.
14. ↑  Un testo rituale, dalla parete ovest della sala trasversale, è attestato unicamente nel tempio di Medinet Habu di Ramses III, mentre di un altro, una litania a Osiride, pur essendo un testo spesso ripetuto nei templi, è nota solo un'altra trascrizione in contesto privato nella TT65 di Nebamun, Supervisore dei granai di Amon durante il regno di Hatshepsut.

### Fonti
1. ↑  Gardiner e Weigall 1913.
2. ↑  Donadoni 1999,  p. 115.
3. ↑  Gardiner e Weigall 1913, p. 36.
4. ↑  Porter e Moss 1927,  p. 328.
5. ↑  Gardiner e Weigall 1913, pp. 36-37.
6. ↑  Gardiner e Weigall 1913, p. 37.
7. 1 2 3 4  Porter e Moss 1927,  p. 329.
8. 1 2  Binder 2009,  pp. 234-243.
9. ↑  Ockinga 2002,  pp. 873-884.
10. 1 2  Ockinga 2012.
11. ↑  Choat 2015.
12. ↑  Porter e Moss 1927,  p. 326.
13. ↑  Kampp 1996.
14. ↑  Binder 2009,  p. 237.
15. ↑  Binder 2009,  p. 238.
16. ↑  Binder 2009,  pp. 239-240.
17. ↑  Binder 2009,  p. 241.
18. ↑  Binder 2009,  p. 242.